# Beta Columbae
Beta Columbae (β Columbae, β Col), conosciuta anche con il nome tradizionale di Wazn o Wezn, è la seconda stella più luminosa della costellazione della Colomba, dopo Phakt. Il nome ha un'origine simile a quella di Wezen (δ Canis Majoris), e proviene dall'arabo وزن wazn, che significa "peso". La sua magnitudine apparente è 3,12, e dista 87 anni luce dal sistema solare.

## Osservazione
Si tratta di una stella situata nell'emisfero celeste australe. La sua posizione moderatamente australe fa sì che questa stella sia osservabile specialmente dall'emisfero sud, in cui si mostra alta nel cielo nella fascia temperata; dall'emisfero boreale la sua osservazione risulta invece più penalizzata, specialmente al di fuori della sua fascia tropicale, e risulta invisibile più a nord della latitudine 54° N. La sua magnitudine pari a 3,16 le consente di essere scorta con facilità anche dalle aree urbane di moderate dimensioni.

## Caratteristiche fisiche
Di colore arancione e tipo spettrale K1III, Beta Columbae è una gigante arancione poco più massiccia del Sole, ma con un raggio 12 volte superiore, mentre la sua luminosità è 42 volte quella solare. La sigla CN+1 che appare nella sua classificazione spettrale indica che la stella ha livelli di cianogeno più alti del normale. La stella pare provenire da un'altra zona della Galassia, in quanto la sua velocità relativa nei confronti del Sole è di 103 km/s, molto più alta del normale. La peculiarità di Wazn è che, a differenza delle altre stelle di alone, normalmente carenti di metalli, possiede un'abbondanza di elementi più pesanti dell'idrogeno in una percentuale del 30% maggiore di quelli presenti nel Sole.